# BBC Sessions (Rory Gallagher)
BBC Sessions è un album discografico composto da registrazioni live e in studio del musicista irlandese Rory Gallagher, pubblicato postumo nel 1999.

## Tracce
In Concert
1. Calling Card – 8:25
2. What in the World – 9:17
3. Jacknife Beat – 8:59
4. Country Mile – 3:17
5. Got My Mojo Working – 5:17
6. Garbage Man – 5:54
7. Roberta – 2:37
8. Used to Be – 4:59
9. I Take What I Want – 6:57
10. Cruise On Out – 5:48

Studio
1. Race the Breeze – 6:53
2. Hands Off – 4:58
3. Crest of a Wave – 3:57
4. Feel So Bad – 4:58
5. For the Last Time – 4:13
6. It Takes Time – 4:28
7. Seventh Son of a Seventh Son – 7:59
8. Daughter of the Everglades – 6:12
9. They Don't Make Them Like You – 3:58
10. Tore Down – 5:14
11. When My Baby She Left Me – 5:00
12. Hoodoo Man – 7:23

## Formazione
Gruppo
- Rory Gallagher - voce, chitarra, armonica
- Gerry McAvoy - basso
- Lou Martin - tastiere

In Concert
- Rod de'Ath - batteria (1-9)
- Ted McKenna - batteria (10)

Studio
- Wilgar Campbell - batteria (5,6,10,12)
- Rod de'Ath - batteria (1-4,7-9)
- Brendan O'Neill - batteria (11)